# قطعنامه ۱۳۴۵ شورای امنیت
قطعنامه ۱۳۴۵ شورای امنیت سازمان ملل متحد که در تاریخ ۲۱ مارس ۲۰۰۱ تصویب شد، سندی بین‌المللی دربارهٔ نامه مورخ ۴ مارس ۲۰۰۱ از نماینده دائم جمهوری یوگسلاو مقدونیه سابق به سازمان ملل متحد خطاب به رئیس شورای امنیت است. این قطعنامه طی نشست ۴۳۰۱ام با ۱۵ رای موافق، ۰ مخالف و ۰ ممتنع تصویب شد.